# Elisabeth von Schneckenburg
Elisabeth von Schneckenburg, connue à partir de 1244 et possiblement morte en 1255 à Zurich, est une abbesse suisse. Elle dirige l'abbaye du Fraumünster, et, de fait, Zurich, pendant un certain temps en 1255.

## Biographie
Issue d'une famille de nobles des XIIe-XIIIe siècles, elle est connue comme religieuse au Fraumünster à partir de 1244, puis mentionnée une nouvelle fois, en 1254, comme faisant partie des religieuses du couvent. En 1255, elle en devient l'abbesse un certain temps.